# VakıfBank Spor Kulübü 2020-2021
Questa voce raccoglie le informazioni riguardanti il VakıfBank Spor Kulübü nelle competizioni ufficiali della stagione 2020-2021.

## Organigramma societario
Area direttiva
- Presidente: Abdi Üstünsalih

Area tecnica
- Allenatore: Giovanni Guidetti
- Allenatore in seconda: César Hernández
- Assistente allenatore: Saim Pakkan
- Scoutman: Fatih Yağcı

## Rosa
| N° | Nome               | Ruolo | Data di nascita   | Nazionalità sportiva |
| -- | ------------------ | ----- | ----------------- | -------------------- |
| 1  | Gizem Örge         | L     | 26 aprile 1993    | Turchia              |
| 3  | Cansu Özbay        | P     | 17 ottobre 1996   | Turchia              |
| 4  | Tuğba Şenoğlu      | S     | 2 febbraio 1998   | Turchia              |
| 5  | Ayça Aykaç         | L     | 27 febbraio 1996  | Turchia              |
| 6  | Kübra Akman        | C     | 13 ottobre 1994   | Turchia              |
| 7  | Eda Kafkas         | P     | 16 ottobre 2001   | Turchia              |
| 8  | Melis Gürkaynak    | C     | 20 aprile 1990    | Turchia              |
| 9  | Meliha İsmailoğlu  | S     | 17 settembre 1993 | Turchia              |
| 10 | Gabriela Guimarães | S     | 19 maggio 1994    | Brasile              |
| 11 | Isabelle Haak      | O     | 11 luglio 1999    | Svezia               |
| 12 | Selin Adalı        | L     | 11 giugno 2003    | Turchia              |
| 13 | Michelle Bartsch   | S     | 12 febbraio 1990  | Stati Uniti          |
| 14 | Gözde Yılmaz       | O     | 9 settembre 1991  | Turchia              |
| 16 | Milena Rašić       | C     | 25 ottobre 1990   | Serbia               |
| 17 | Maja Ognjenović    | P     | 6 agosto 1984     | Serbia               |
| 18 | Zehra Güneş        | C     | 7 luglio 1999     | Turchia              |

## Statistiche

### Statistiche di squadra
| Competizione     | Punti | In casa | In casa | In casa | In trasferta | In trasferta | In trasferta | Totale | Totale | Totale |
| Competizione     | Punti | G       | V       | P       | G            | V            | P            | G      | V      | P      |
| ---------------- | ----- | ------- | ------- | ------- | ------------ | ------------ | ------------ | ------ | ------ | ------ |
| Sultanlar Ligi   | 87    | 18      | 17      | 1       | 17           | 17           | 0            | 35     | 34     | 1      |
| Coppa di Turchia | 9     | 1       | 1       | 0       | 0            | 0            | 0            | 6      | 6      | 0      |
| Supercoppa turca | -     | -       | -       | -       | -            | -            | -            | 1      | 0      | 1      |
| Champions League | 18    | 2       | 1       | 1       | 2            | 2            | 0            | 11     | 9      | 2      |
| Totale           | -     | 21      | 19      | 2       | 19           | 19           | 0            | 53     | 49     | 4      |

G = partite giocate; V = partite vinte; P = partite perse

### Statistiche dei giocatori
| Giocatore     | Campionato | Campionato | Campionato | Campionato | Campionato | Coppa di Turchia | Coppa di Turchia | Coppa di Turchia | Coppa di Turchia | Coppa di Turchia | Supercoppa turca | Supercoppa turca | Supercoppa turca | Supercoppa turca | Supercoppa turca | Champions League | Champions League | Champions League | Champions League | Champions League | Totale | Totale | Totale | Totale | Totale |
| Giocatore     | P          | PT         | AV         | MV         | BV         | P                | PT               | AV               | MV               | BV               | P                | PT               | AV               | MV               | BV               | P                | PT               | AV               | MV               | BV               | P      | PT     | AV     | MV     | BV     |
| ------------- | ---------- | ---------- | ---------- | ---------- | ---------- | ---------------- | ---------------- | ---------------- | ---------------- | ---------------- | ---------------- | ---------------- | ---------------- | ---------------- | ---------------- | ---------------- | ---------------- | ---------------- | ---------------- | ---------------- | ------ | ------ | ------ | ------ | ------ |
| S. Adalı      | 4          | 0          | 0          | 0          | 0          | -                | -                | -                | -                | -                | -                | -                | -                | -                | -                | -                | -                | -                | -                | -                | 4      | 0      | 0      | 0      | 0      |
| K. Akman      | 25         | 192        | 124        | 48         | 20         | 4                | 24               | 12               | 9                | 3                | 1                | 7                | 3                | 4                | 0                | 6                | 36               | 25               | 9                | 2                | 36     | 259    | 164    | 70     | 25     |
| A. Aykaç      | 26         | 0          | 0          | 0          | 0          | 5                | 0                | 0                | 0                | 0                | 1                | 0                | 0                | 0                | 0                | 10               | 1                | 1                | 0                | 0                | 42     | 1      | 1      | 0      | 0      |
| M. Bartsch    | 21         | 254        | 210        | 25         | 19         | 4                | 37               | 35               | 2                | 0                | 1                | 15               | 14               | 0                | 1                | 10               | 111              | 97               | 6                | 8                | 36     | 417    | 356    | 33     | 28     |
| Z. Güneş      | 20         | 188        | 114        | 56         | 18         | 5                | 62               | 43               | 14               | 5                | 1                | 9                | 6                | 3                | 0                | 7                | 71               | 53               | 13               | 5                | 33     | 330    | 216    | 86     | 28     |
| G. Guimarães  | 26         | 252        | 218        | 23         | 11         | 5                | 33               | 24               | 4                | 5                | 1                | 5                | 5                | 0                | 0                | 11               | 95               | 73               | 15               | 7                | 43     | 385    | 320    | 42     | 23     |
| M. Gürkaynak  | 19         | 99         | 59         | 29         | 11         | 2                | 10               | 5                | 4                | 1                | 0                | 0                | 0                | 0                | 0                | 2                | 3                | 2                | 1                | 0                | 23     | 112    | 66     | 34     | 12     |
| I. Haak       | 32         | 554        | 467        | 41         | 46         | 6                | 89               | 73               | 8                | 8                | 1                | 35               | 33               | 0                | 2                | 11               | 236              | 195              | 24               | 17               | 50     | 914    | 768    | 73     | 73     |
| M. İsmailoğlu | 27         | 117        | 92         | 12         | 13         | 5                | 24               | 20               | 3                | 1                | 1                | 5                | 4                | 0                | 1                | 6                | 13               | 9                | 3                | 1                | 39     | 159    | 125    | 18     | 16     |
| E. Kafkas     | 4          | 3          | 0          | 0          | 3          | -                | -                | -                | -                | -                | 0                | 0                | 0                | 0                | 0                | -                | -                | -                | -                | -                | 4      | 3      | 0      | 0      | 3      |
| M. Ognjenović | 27         | 45         | 27         | 9          | 9          | 5                | 10               | 6                | 4                | 0                | 1                | 1                | 0                | 0                | 1                | 11               | 29               | 12               | 11               | 6                | 44     | 85     | 45     | 24     | 16     |
| G. Örge       | 15         | 0          | 0          | 0          | 0          | 3                | 0                | 0                | 0                | 0                | 0                | 0                | 0                | 0                | 0                | 5                | 3                | 3                | 0                | 0                | 23     | 3      | 3      | 0      | 0      |
| C. Özbay      | 30         | 30         | 11         | 10         | 9          | 6                | 7                | 2                | 2                | 3                | 1                | 0                | 0                | 0                | 0                | 8                | 4                | 1                | 1                | 2                | 45     | 41     | 14     | 13     | 14     |
| M. Rašić      | 11         | 115        | 89         | 21         | 5          | 2                | 26               | 20               | 6                | 0                | 0                | 0                | 0                | 0                | 0                | 11               | 105              | 73               | 25               | 7                | 24     | 246    | 182    | 52     | 12     |
| T. Şenoğlu    | 20         | 111        | 83         | 13         | 15         | 4                | 26               | 22               | 4                | 0                | 0                | 0                | 0                | 0                | 0                | 4                | 7                | 3                | 1                | 3                | 28     | 144    | 108    | 18     | 18     |
| G. Yılmaz     | 31         | 141        | 110        | 10         | 21         | 4                | 22               | 19               | 3                | 0                | 1                | 1                | 0                | 0                | 1                | 8                | 19               | 17               | 0                | 2                | 44     | 183    | 146    | 13     | 24     |

P = presenze; PT = punti totali; AV = attacchi vincenti; MV = muri vincenti; BV = battute vincenti